# Tristan l'Hermite
Louis Tristan l'Hermite (gestorven: ca. 1478) was een Frans politicus en militair uit de Late middeleeuwen.

## Biografie
Louis Tristan l'Hermite werd in het begin van de 15e eeuw geboren in Vlaanderen. Op jonge leeftijd begon hij aan zijn militaire carrière door als schildknaap te dienen van Arthur III van Bretagne en vocht hij met hem tegen de Engelsen in Guyenne en Normandië. In 1431 werd hij benoemd tot kapitein van Mussy-l'Évêque en vijf jaar later volgde de benoeming tot grootmeester van de artillerie. Tevens kreeg hij in 1434 de benoeming tot provoost van de maarschalken, een functie die hij tot zijn dood behield. In 1451 ontving hij de ridderslag van Jan van Orléans voor zijn betoonde moed tijdens het beleg van Fronsac.
Omstreeks 1453 werd l'Hermite een adviseur van koning Karel VII en leerde hij ook dauphin Lodewijk kennen die hem benoemde tot proost van het koninklijk paleis. Hij zou samen met Olivier le Daim een van de trouwste adviseurs worden van Lodewijk toen deze de troon van Frankrijk besteeg. Omstreeks 1478 overleed hij en hierop werd l'Hermite begraven in de kapel van de Cordeliers in Châtellerault.

## In populaire cultuur
Tristan l'Hermite komt als personage voor in het boek De klokkenluider van de Notre Dame van Victor Hugo en in het boek Quentin Durward van Walter Scott.